# Alta Gheldria degli Stati
L'Alta Gheldria degli Stati (in olandese Staats-Opper-Gelre) è stata un territorio delle generalità della Repubblica delle Sette Province Unite, ceduto nel 1713 dai Paesi Bassi meridionali, in seguito alla Trattato di Utrecht. Una piccola porzione di territorio venne ad aggiungersi nel 1715 in seguito agli accordi contenuti nel Terzo trattato della Barriera. Al contrario delle province, che avevano un proprio statolder e dei deputati agli Stati Generali, le generalità non avevano nessuna rappresentanza ma erano amministrati direttamente dagli stessi Stati Generali.
Il territorio della generalità corrispondeva a parte dell'attuale provincia dei Paesi Bassi del Limburgo. La città principale dell'Alta Gheldria degli Stati era Venlo.
L'Alta Gheldria degli Stati continuò ad esistere fino al 1795, quando con la rivoluzione batava la Repubblica delle Sette Province Unite, sconfitta dai rivoluzionari giacobini, la cedette alla Francia.